# Broken Barricades
Broken Barricades je páté studiové album britské rockové skupiny Procol Harum. Jeho nahrávání probíhalo během února a března roku 1971 v londýnském studiu AIR Studios a jeho producentem byl Chris Thomas, který se skupinou spolupracoval i na předchozím albu. Zvukovým inženýrem byl John Punter. Album vyšlo v dubnu téhož roku prostřednictvím hudebního vydavatelství A&M Records. Jde o poslední album této skupiny, na kterém se podílel její kytarista Robin Trower. Píseň „Song for a Dreamer“ byla věnována památce zesnulého amerického kytaristy Jimiho Hendrixe. V britské hitparádě UK Albums Chart se album umístilo na 41. příčce; v americké Billboard 200 na 32.

## Seznam skladeb
| Pořadí | Název                 | Hudba        | Text       | Délka |
| ------ | --------------------- | ------------ | ---------- | ----- |
| 1.     | Simple Sister         | Gary Brooker | Keith Reid | 5:48  |
| 2.     | Broken Barricades     | Brooker      | Reid       | 3:09  |
| 3.     | Memorial Drive        | Robin Trower | Reid       | 3:43  |
| 4.     | Luskus Delph          | Brooker      | Reid       | 3:43  |
| 5.     | Power Failure         | Brooker      | Reid       | 4:29  |
| 6.     | Song for a Dreamer    | Trower       | Reid       | 5:35  |
| 7.     | Playmate of the Mouth | Brooker      | Reid       | 5:02  |
| 8.     | Poor Mohammed         | Trower       | Reid       | 3:06  |

## Obsazení
- Gary Brooker – zpěv, klavír
- Chris Copping – varhany, baskytara
- Robin Trower – kytara, zpěv
- B.J. Wilson – bicí